# Prowincja Atalaya
Prowincja Atalaya (hiszp. Provincia de Atalaya) – jedna z czterech prowincji, które tworzą region Ukajali w Peru.
Powstała 1 czerwca 1982, podczas gdy rządził Fernando Belaúnde Terry.

## Podział administracyjny
Prowincja Atalaya dzieli się na 4 dystrykty:
- Raimondi
- Sepahua
- Tahuanía
- Yurúa